# کاستارد
کاستارد (به انگلیسی Custard) یکی از موادی است که از به‌هم زدن و حرارت دادن به زرده تخم‌مرغ و شیر یا خامه درست می‌شود. بسته به این‌که چه میزان در آن زرده تخم‌مرغ یا مواد غلیظ‌کننده به‌کار رفته‌باشد، رقیق تا غلیظ نوع دقیق آن کرم آنگلیز نام دارد و نوع غلیظ آن در زبان فرانسوی کرم پاتیسیر نام دارد. کاستارد بیشتر به عنوان دسر یا به‌عنوان مواد تشکیل‌دهندهٔ سس دسر به‌کار می‌رود و در این‌صورت حاوی شکر و وانیل است. در غذاهای نمک‌دار مانند پای کیش، پاستای کاربونارا یا گراتین نیز به‌کار برده می‌شود. همچنین به عنوان دسر در نان خامه‌ای، کرم کارامل، پودینگ
، پای و تارت استفاده‌می‌شود.

تهیه کرم کاستارد یک عمل ظریف و با دقت است که معمولاً برای بهتر نتیجه گرفتن از روش بن ماری برای طبخ این کرم استفاده می‌کنند.
مخلوط حرارت داده شیر و زرده تخم‌مرغ به مدت بسیار طولانی در طیف وسیعی از غذاهای اروپایی استفاده می‌شده است. حتی برخی معتقدند ریشه استفاده از کاستارد به روم باستان بازمی‌گردد. ریشه کلمه کاستارد از کلمه فرانسوی croustade که در اصل یک تارت همراه با این کرم بوده، گرفته شده است. در دستور تهیه‌های قدیمی کاستارد از نشاسته ذرت یا آرد ذرت استفاده نمی‌شده و بیشتر بعد از قرن ۱۹ میلادی برای تهیه دسرهایی همانند بلان مانژ فرانسوی از نشاسته ذرت در کرم کاستارد استفاده شده است.